# Relazione (testo)

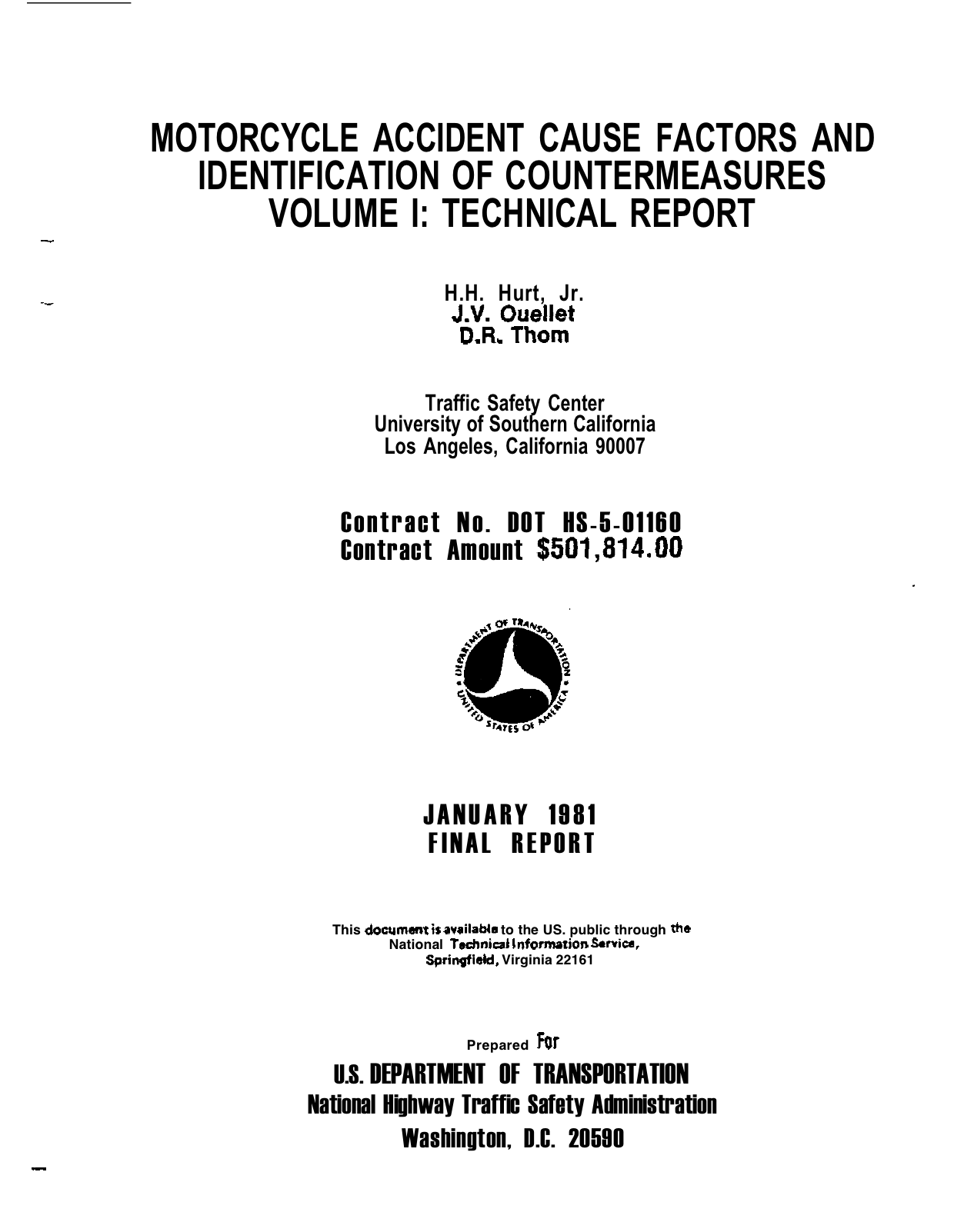
Esempio di una pagina di un rapporto.

La relazione è un testo che riferisce in modo dettagliato e oggettivo su un'attività di studio (o su un avvenimento di cui si è fatta diretta esperienza), oppure espone un argomento su cui si è raccolta un'apposita documentazione. Questa fonte di dati e notizie è dunque più complessa e preziosa di una comunicazione o testimonianza verbale.

## Tipologie
I contenuti di una relazione possono riguardare esperimenti scientifici, attività di studio, di lavoro, di ricerca o di indagine, prove tecniche, situazioni, problemi, eventi civili o bellici.
Per quanto riguarda il mondo scolastico, si possono fare relazioni su lezioni svolte in classe, su esperimenti di fisica o di chimica, relazioni su lavori scolastici o domestici di costruzione di plastici, carte geografiche e geografico-storiche, di sussidi didattici.
Una relazione può anche essere commerciale, nel caso in cui una ditta riceva le referenze da un incaricato sulle condizioni del mercato in un altro paese; amministrativa (o burocratica o d'ufficio) qualora un ispettore riferisca alle autorità i metodi, i profitti o i fatti irregolari che possono accadere in un pubblico ufficio; politica, quella effettuata da un politico, che riferisca e studi le istituzioni di un altro paese; di concorso, quella espressa dalla Commissione esaminatrice nei riguardi della graduatoria di un concorso, formulata con l'esposizione dei criteri di giudizio sui concorrenti; parlamentare, quella su un disegno di legge proposta al Parlamento da un relatore;agronomica, che descrive i terreni di un'azienda in misure catastali.
Nelle scienze cliniche (mediche e psicologiche) una relazione documentale, sia essa redatta in forma scritta o trasmessa verbalmente, assume più propriamente il nome di referto o report.
Una relazione deve essere chiara, breve, ordinata, imparziale e giovarsi assennatamente dell'indagine e della critica.

## Alcune relazioni
- Lo scienziato Patrick Brydone, studioso dell'elettricità, scrisse relazioni che furono pubblicate dalla Philosophical Transactions della Royal Society di Londra.
- Presso l'Istituto Storico della Resistenza in Toscana si trovano relazioni scritte da alcuni protagonisti della guerra di liberazione. Una di queste relazioni è scritta da Alessandro Pieri[3], un'altra, datata 8 giugno 1944, è conservata fra le carte della Brigata Lanciotto, nel fondo ANPI[4] Presso lo stesso Istituto si trovano le relazioni Comando divisione "Arno"- Relazione "A",[5]Comando divisione "Arno" - Relazione "B"[6]Comando divisione "Arno" - Relazione "C" (8 agosto 1944).[7]
- Achille Mazzi compilò la Relazione sull'attività clandestina ed operativa svolta dai patrioti toscani nel periodo 8 settembre 1943-7 settembre 1944; questa relazione fu controfirmata dal Comandante ten.col. Nello Niccoli e dal commissario politico Luigi Gaiani.[8]
- Sulla vita della beata Maria Assunta Pallotta scrissero relazioni: il parroco di Force Luigi Martini (relazione sulla prima fanciullezza e gioventù della beata); la Madre Direttrice della Casa Madre delle Francescane Missionarie di Maria, Maria di San Lamberto; la Maestra delle Novizie, Madre Maria degli Arcangeli; la suora Maria di San Bonaventura; la Superiora della Casa del Santo Nome di Gesù di Firenze, Madre Maria Alessandra; la Madre Maria Sinforiana del Sacro Cuore, Superiora della Casa nello Shanxi; suor Maria Albertina dell'Eucaristia.
- Niccolò Machiavelli scrisse il Rapporto delle cose della Magna nel 1508, quando fu inviato come ambasciatore in Germania.[2]
- Gli ambasciatori veneziani inviavano relazioni alla Repubblica di Venezia.[9]
- Nel caso in cui una relazione sia molto estesa, essa diventa una vera e propria opera d'arte letteraria e storica, come la relazione Dell'unità della lingua e dei mezzi di diffonderla, scritta e inviata da Alessandro Manzoni al ministro Emilio Broglio nel febbraio del 1868.[10]